# Ernst Scheepmaker-van Altena
Ernst Scheepmaker-van Altena is een personage uit de Nederlandse tv-serie Gooische Vrouwen, die werd uitgezonden op RTL 4. Ernst Scheepmaker-van Altena werd van 2006 t/m 2008 vertolkt door Gijs Scholten van Aschat. Ernst is een keiharde zakenman.

## Leven vóór Gooische Vrouwen
Ernst krijgt samen met een onbekend iemand een dochter: Daphne. Hij krijgt jaren later een ernstig ongeluk waardoor hij in een revalidatiecentrum terechtkomt.

## Seizoen 2
Ernst loopt in het revalidatiecentrum Claire van Kampen tegen het lijf. Zelf zit hij in een rolstoel en kan hij amper nog iets bewegen in zijn lichaam. Claire wil in eerste instantie niets van hem weten. Wanneer Claire alweer naar huis mag, moet ze nog wel langskomen voor trainingen. Dan vangt ze op dat Ernst een groot vermogen bezit en heeft ze toch interesse in hem. Ze biedt hem een plaats aan in haar huis, waar hij op in gaat. Hij ondersteunt haar financieel, maar vindt op een dag een brief waarin staat dat zijn dochter hem naar een revalidatiecentrum in het buitenland gaat brengen. Ze komt hem ophalen en Ernst vertrekt. Maanden later staat hij opeens weer voor de neus van Claire in het ziekenhuis. Hij is genezen en kan zijn gehele lichaam weer bewegen. Claire stelt hem aan haar vriendinnen voor als haar nieuwe vriend.

## Seizoen 3
Claire en Ernst hebben een relatie en hij woont bij Claire in. Hij ondersteunt haar financieel ook helemaal. Hoewel het helemaal goed met hem gaat, lukt het hebben van seks met Claire nog niet. Zijn geslachtsdeel werkt nog niet mee en daarom gaan ze langs bij de dokter. Op verschillende manieren probeert hij het toch, vaak eindigt dat met een teleurstelling. Claire wordt er nogal moe van, maar zegt er niets van. Het botst daarnaast ook behoorlijk tussen Merel van Kampen, de dochter van Claire, en Ernst. Ernst bemoeit zich volledig met haar leven alsof hij haar vader is. Wanneer de twee weer volop ruzie staan te maken is Claire het zat: ze kiest voor haar dochter en zet Ernst het huis uit. Als een paar maanden later Willemijn Lodewijkx en Evert Lodewijkx voor de tweede keer gaan trouwen duikt Ernst opeens op.

## Seizoen 4
Ondanks dat hij weer opdook op de bruiloft van de Lodewijkxjes is het niets geworden tussen Claire en Ernst. Ernst heeft nu een relatie met Angela Buitenzorg, waarmee hij ook gaat samenwonen. Ondanks dit is Claire nog steeds geïnteresseerd. Wanneer ze een jurk gaat passen in een winkel loopt ze Ernst en Angela tegen het lijf. Zij past precies dezelfde jurk. Wanneer ze thuis komt hangt de jurk aan haar voordeur. Geërgerd spoort ze Ernst op bij de golfclub en confronteert hem terwijl hij staat te douchen. Hoewel ze het eerst niet gepland had eindigt dit in een vrijpartij. Wanneer Claire vervolgens langsgaat bij de gynaecoloog zegt de beste man dat het een rommeltje bij haar beneden is en dat hij een kliniek heeft waar hij haar kan behandelen. Ernst komt hier door Anouk Verschuur achter en samen zorgen Ernst en Claire ervoor dat de gynaecoloog wordt gearresteerd. Ernst en Claire krijgen opnieuw een relatie en Ernst zorgt ervoor dat ze veel contant geld binnen krijgen. Dit doet hij door fraude te plegen en soms moet Claire daarvoor met hem naar een etentje. Als zowel Claire als Ernst vervolgens worden opgepakt wil ze eerst niet tegen hem getuigen, maar doet dit uiteindelijk toch. Ernst draait voor jaren de bak in en Claire komt opnieuw in financiële problemen.